# Skjálfandafljót
Skjálfandafljót es un río que se encuentra en la región de Norðurland Eystra, al norte de Islandia. Es el cuarto más largo de la isla.

## Recorrido
Tiene su fuente en la frontera noroccidental del glaciar Vatnajökull en las Tierras Altas de Islandia. Desde allí fluye paralelo a la carretera alta de Sprengisandur en dirección norte, desembocando finalmente en la bahía de Skjálfandi. 
En el extremo norte de la carretera de Sprengisandur, el río cae bruscamente 10 m sobre la cascada Aldeyjarfoss, en las tierras bajas, muy cerca de la Ruta 1 hay otra cascada, Goðafoss que está entre las más famosas de Islandia.
Fue objeto de descenso en kayak por vez primera por un equipo de la Universidad de Sheffield (Reino Unido) en el año 1989.
Junto al Jökulsá á Fjöllum, el Þjórsá, el Hvítá y el Jökulsá á Dal es uno de los cinco ríos de Islandia con más de 150 kilómetros de largo.